# Холистички приступ
Холистички приступ је хуманистички приступ који има специфично филозофско и етичко значење што у највећој мери утиче на праксу социјалног рада. Формирао се насупрот позитивизму, детерминизму и бихевиоризму. Истиче да сва људска бића, као и клијенти социјалног рада, покушавају да дају смисао свету у којем живе, при чему социјални радници помажу, унапређујући потенцијале личности. Хуманистички приступ фаворизује учешће и активан напор клијената који постају сарадници и актери одговорни за своје понашање у процесу промена.